# Rhododendron planecostatum
Rhododendron planecostatum är en ljungväxtart som beskrevs av Herman Otto Sleumer. Rhododendron planecostatum ingår i släktet rododendron, och familjen ljungväxter. Inga underarter finns listade i Catalogue of Life.